# Augustin Lindvad
Augustin Kolerus Lindvad (født 29. juli 1972) er en dansk skuespiller.
Han er søn af skuespillerne Michael Lindvad og Brigitte Kolerus og blev uddannet fra skuespillerskolen ved Odense Teater i 2002.

## Filmografi

### Tv-serier
- Rejseholdet (2000-2003)
- Forsvar (2003)
- Ørnen (2004)